# Lijst van burgemeesters van Havelte
Dit is een lijst van burgemeesters van de voormalige Nederlandse gemeente Havelte  in de provincie Drenthe. Per 1 januari 1998 is Havelte opgegaan in de nieuwe gemeente Westerveld.
| Ambtsperiode | Naam burgemeester             | Partij of stroming | Bijzonderheden                    |
| ------------ | ----------------------------- | ------------------ | --------------------------------- |
| 1795-1813    | Wolter Kymmell                |                    |                                   |
| 1813-1814    | Jan Jabot                     |                    |                                   |
| 1815- 1817   | Johannes van Riemsdijk        |                    |                                   |
| 1817-1825    | Hieronymus Wolter Kymmell     |                    |                                   |
| 1825-1856    | Willem Frederik Kymmell       |                    |                                   |
| 1856-1864    | Henderikus Johannes Hulst     |                    |                                   |
| 1864-1867    | Andries Theodorus Hosteijn    |                    |                                   |
| 1867-1872    | Kerst Elias Borger            |                    |                                   |
| 1872-1875    | Jan Thomas Ferdinand Huguenin |                    |                                   |
| 1875- 1877   | Antonie van Riemsdijk         |                    |                                   |
| 1877-1883    | Jan Abraham Rudolph Kymmell   |                    | werd burgemeester van Nijeveen    |
| 1883-1887    | Pieter Alberts Derks          |                    | was burgemeester van Nijeveen     |
| 1887-1905    | Christoffer van der Wal       |                    |                                   |
| 1906-1923    | Pieter Adrianus Loos          |                    |                                   |
| 1923-1931    | Alle van der Sluis            |                    |                                   |
| 1931-1945    | E.J. Eggink                   |                    |                                   |
| 1945-1946    | H. Oosterveld                 |                    | waarnemer                         |
| 1946-1949    | Hugo Jozias de Dreu           | PvdA               |                                   |
| 1950-1961    | J. Kuil                       | PvdA               |                                   |
| 1961-1970    | J.H. Riemersma                | PvdA               |                                   |
| 1970-1998    | Gerrit Hensens                | PvdA               | was burgemeester van Nieuweschans |